# ディリンゲン・アン・デア・ドナウ

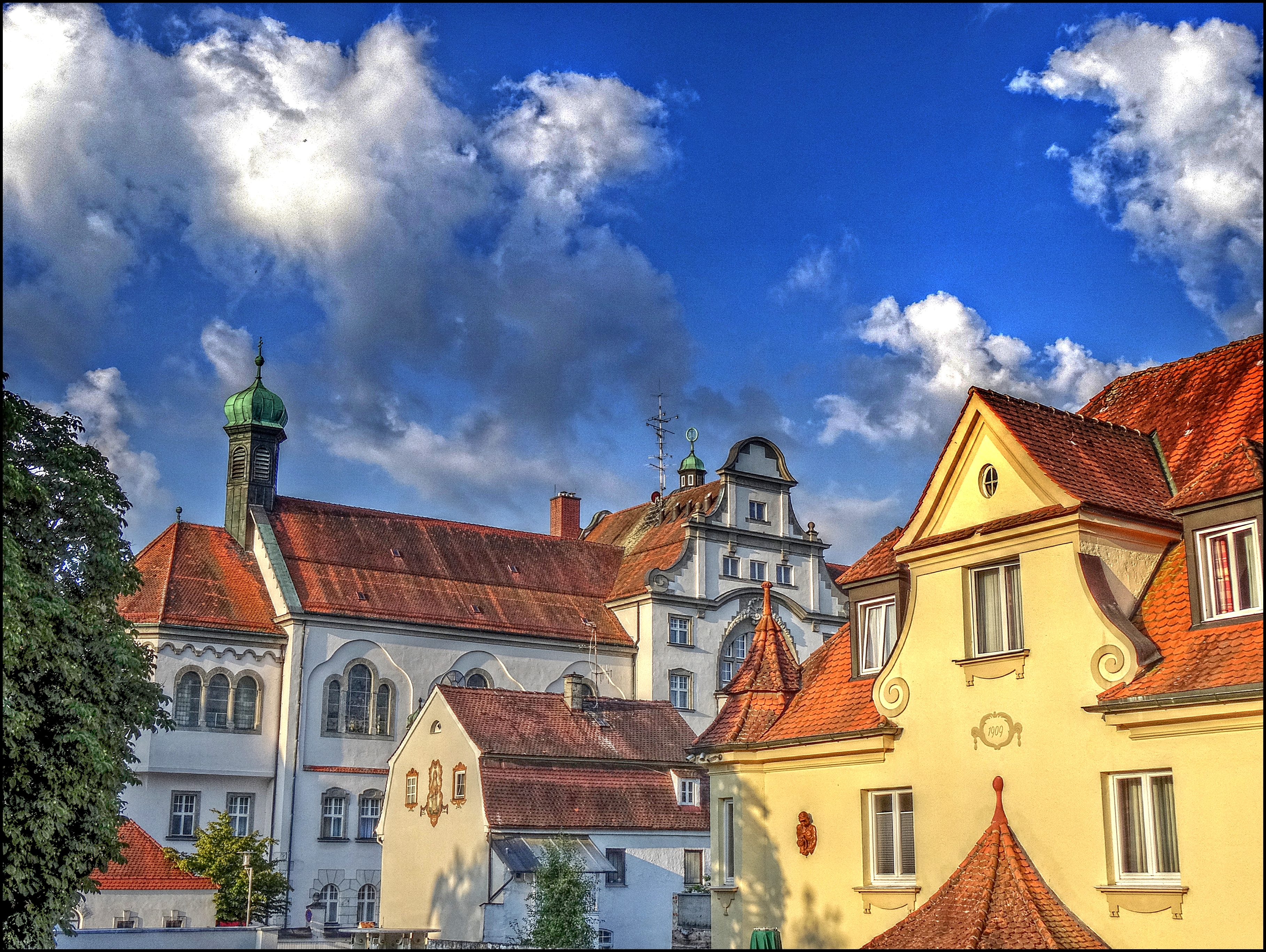
ディリンゲン・アン・デア・ドナウ中心部

ディリンゲン・アン・デア・ドナウ（ドイツ語: Dillingen an der Donau、公式表記は Dillingen a.d.Donau、ドイツ語発音: [dɪlɪŋən]）は、ドイツ連邦共和国バイエルン州シュヴァーベン行政管区のディリンゲン・アン・デア・ドナウ郡に属す大規模郡所属市で、同郡の郡庁所在地である。隣接するラウインゲン (ドナウ)とともにドッペル＝オーバーツェントルム（直訳: 二重上級中心都市）を形成している。

## 地理

### 位置
ディリンゲンはシュヴァーベン北部、ドナウ川北岸のドナウリートに位置している。バーデン＝ヴュルテンベルク州との州境がディリンゲンから約 15 km の場所を通っている。最寄りの上級中心都市アウクスブルクまでは約 50 km の距離にある。
ディリンゲンは、西から時計回りに、ラウインゲン (ドナウ)、ヴィッティスリンゲン、メディンゲン、フィニンゲン、ヘーヒシュテット・アン・デア・ドナウ、ビンスヴァンゲン、ツーザムアルトハイム、フィレンバッハ、ホルツハイムと境を接している。

### 市の構成
本市は12のゲマインデタイル（村落、集落、開墾地などの小地区）で構成されている。
| - ディリンゲン・アン・デア・ドナウ - ドナウアルトハイム - フリスティンゲン - フリスティンガー・ミューレ | - ハウゼン - キックリンゲン - キックリンガー・ミューレ - ノルトフェルダーホーフ | - リートシュライナーホーフ - シュレッツハイム - シュヴァイクホーフ - シュタインハイム・アン・デア・ドナウ |

### 気候
| ディリンゲン・アン・デア・ドナウの気候 | ディリンゲン・アン・デア・ドナウの気候 | ディリンゲン・アン・デア・ドナウの気候 | ディリンゲン・アン・デア・ドナウの気候 | ディリンゲン・アン・デア・ドナウの気候 | ディリンゲン・アン・デア・ドナウの気候 | ディリンゲン・アン・デア・ドナウの気候 | ディリンゲン・アン・デア・ドナウの気候 | ディリンゲン・アン・デア・ドナウの気候 | ディリンゲン・アン・デア・ドナウの気候 | ディリンゲン・アン・デア・ドナウの気候 | ディリンゲン・アン・デア・ドナウの気候 | ディリンゲン・アン・デア・ドナウの気候 | ディリンゲン・アン・デア・ドナウの気候 |
| 月                                     | 1月                                    | 2月                                    | 3月                                    | 4月                                    | 5月                                    | 6月                                    | 7月                                    | 8月                                    | 9月                                    | 10月                                   | 11月                                   | 12月                                   | 年                                     |
| -------------------------------------- | -------------------------------------- | -------------------------------------- | -------------------------------------- | -------------------------------------- | -------------------------------------- | -------------------------------------- | -------------------------------------- | -------------------------------------- | -------------------------------------- | -------------------------------------- | -------------------------------------- | -------------------------------------- | -------------------------------------- |
| 平均最高気温 °C （°F）                 | 4.6 (40.3)                             | 8.5 (47.3)                             | 11.5 (52.7)                            | 18.9 (66)                              | 19.2 (66.6)                            | 24.6 (76.3)                            | 26.1 (79)                              | 25.6 (78.1)                            | 21.2 (70.2)                            | 15.7 (60.3)                            | 7.9 (46.2)                             | 4.9 (40.8)                             | 15.73 (60.32)                          |
| 日平均気温 °C （°F）                   | 1.6 (34.9)                             | 4.1 (39.4)                             | 5.7 (42.3)                             | 8.6 (47.5)                             | 13.4 (56.1)                            | 18.3 (64.9)                            | 19.4 (66.9)                            | 19.2 (66.6)                            | 14.8 (58.6)                            | 10.5 (50.9)                            | 4.8 (40.6)                             | 2.3 (36.1)                             | 10.23 (50.4)                           |
| 平均最低気温 °C （°F）                 | −1.6 (29.1)                            | 0.1 (32.2)                             | 0.3 (32.5)                             | 2.5 (36.5)                             | 7.6 (45.7)                             | 11.8 (53.2)                            | 12.4 (54.3)                            | 13.2 (55.8)                            | 8.9 (48)                               | 5.9 (42.6)                             | 1.8 (35.2)                             | −0.5 (31.1)                            | 5.2 (41.35)                            |
| 降水量 mm （inch）                     | 36 (1.42)                              | 53 (2.09)                              | 44 (1.73)                              | 45 (1.77)                              | 87 (3.43)                              | 108 (4.25)                             | 73 (2.87)                              | 109 (4.29)                             | 38 (1.5)                               | 52 (2.05)                              | 59 (2.32)                              | 66 (2.6)                               | 770 (30.32)                            |
| 平均降水日数 （≥1.0mm）                | 15                                     | 14                                     | 12                                     | 12                                     | 15                                     | 15                                     | 16                                     | 15                                     | 12                                     | 16                                     | 16                                     | 16                                     | 174                                    |
| 出典：wetterdienst.de                  |                                        |                                        |                                        |                                        |                                        |                                        |                                        |                                        |                                        |                                        |                                        |                                        |                                        |

## 歴史

### 古代
ディリンゲン＝シュタインハイムの線帯文土器文化の墓地は、中央ヨーロッパで最も研究が進んだ石器時代の遺跡の1つである。ディリンゲン市の起源はアレマン人の入植にまで遡る。

### 中世から近世
後にディリンゲン伯となる一族は10世紀にヴィッティスリンゲンからドナウタールに進出し、1220年に最初の記録が遺るディリンゲン城が現在のディリンゲン中核部の中心となった。ディリンゲンは973年に初めて文献に記録され、1258年に寄進によってアウクスブルク司教領となった。1500年からシュヴァーベン帝国クライスに属した。遅くとも15世紀から1803年の世俗化までアウクスブルク司教の宮廷都市であった。自治を目指す帝国都市アウクスブルクと、特に裕福なその都市貴族との間の権力闘争に何世代にもわたって関わった結果、ディリンゲンに移ったのであった。アウクスブルク司教領主、特に2人の枢機卿は、都市領主として街の発展を奨励した。

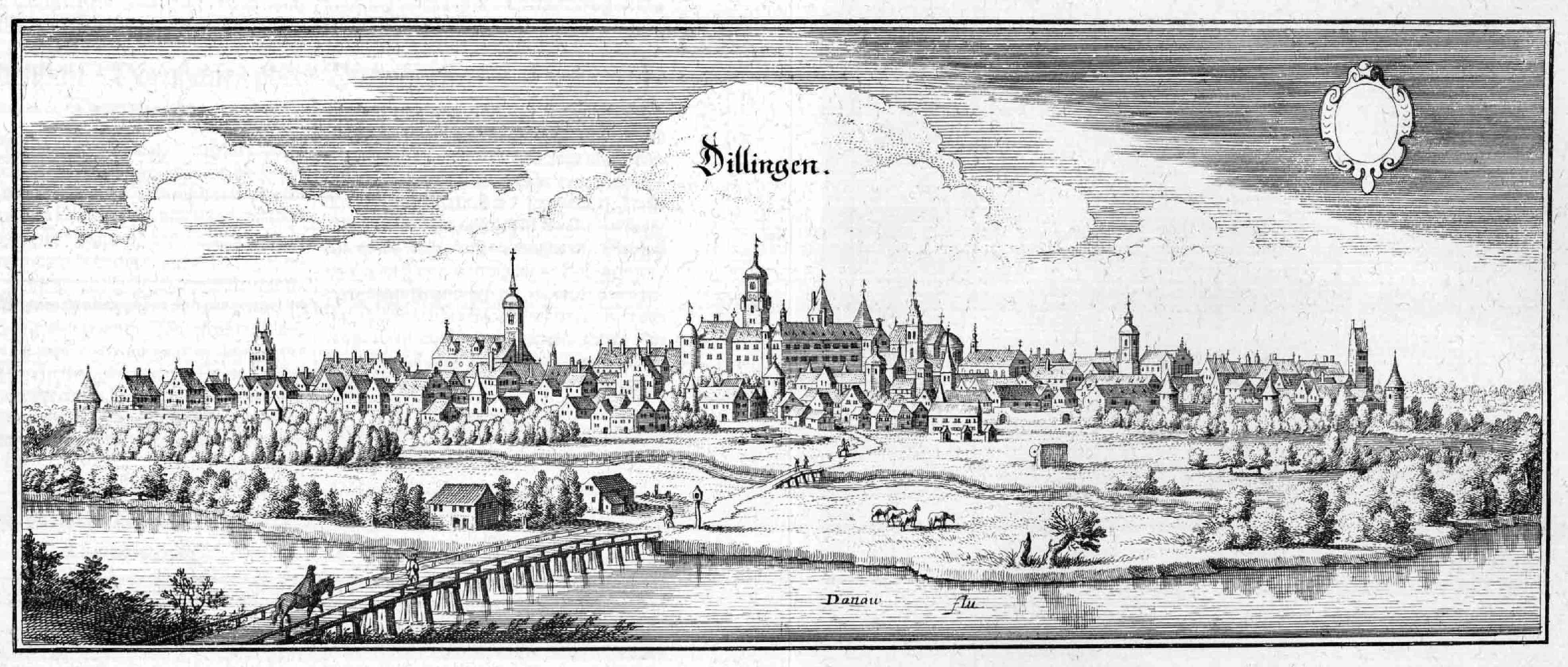
1643年/1656年に出版されたマテウス・メーリアンの銅版画に描かれたディリンゲン・アン・デア・ドナウ

枢機卿ペーター・フォン・シャウムベルクは、ディリンゲン城を城砦から後期ゴシック様式の城館に改築し、そこに司教領の行政府を作り上げた。枢機卿オットー・フォン・ヴァルブルクは、1549年/1551年にディリンゲン大学を創設し、ゼーバルト・マイヤーを最初の書籍印刷業者としてこの新しい大学都市に招き入れた（ゼーバルト・マイヤーの息子ヨハンが1576年からこのアカデミー印刷業者を引き継いだ）。神学に重点を置くこの大学は、1563年にイエズス会に譲渡され、神聖ローマ帝国内で最初の完全なイエズス会大学としてドイツ国家全域で重要な地位を占めた。
1574年から1745年までの間にディリンゲンでは65人が魔女裁判にかけられ、被告のほとんどが生き延びることはできなかった。1587年にヴァルプルガ・ハウスメニンが火あぶりで処刑された。魔女狩りの最後の犠牲者は、1745年のバルバラ・ツィールハウザーであった。ロータリー・クラブの記念プレートがその運命を記している。このプレートは、1994年12月12日に司教当局の反対を押し切って城の中庭で除幕式が行われた。

### 近代
1802年から1803年にこの街はバイエルン領となった。大学は、カトリック神学者の養成学校に改組されたが、1923年にディリンゲン哲学・神学大学として改めて開校された。1970年設立のアウクスブルク大学の前身。1862年にベツィルクスアムト・ディリンゲン・アン・デア・ドナウ（ディリンゲン・アン・デア・ドナウ管区）が設けられた。
隣接するラウインゲンとは異なり、ディリンゲンは連合軍による爆撃を免れた。ドナウ川に架かる橋すら無傷のままであった。
1972年7月1日に、それまで郡独立市であったディリンゲン・アン・デア・ドナウを含む現在の形のディリンゲン・アン・デア・ドナウ郡が成立し、この街は大規模郡所属市となった。同時にそれまで独立した町村であったハウゼンが合併した。

### 市町村合併
| 旧市町村名         | 面積 (ha) | 合併年月日   |
| ------------------ | --------- | ------------ |
| ディリンゲン       | 1839.95   |              |
| ドナウアルトハイム | 717.21    | 1978年5月1日 |
| フリストリンゲン   | 1297.76   | 1978年5月1日 |
| ハウゼン           | 469.36    | 1972年7月1日 |
| キックリンゲン     | 1472.49   | 1978年5月1日 |
| シュレッツハイム   | 362.21    | 1978年5月1日 |
| シュタインハイム   | 1404.50   | 1978年5月1日 |
| 合計               | 7563.48   |              |

## 住民

### 人口推移

ディリンゲン・アン・デア・ドナウ市の人口推移

1988年から2018年までの間にディリンゲン・アン・デア・ドナウ市の人口は、15,827人から 18,978人へ 3,151人、約19.9 % 増加した。1840年以降の人口推移を以下に示す。
| 年         | 1840   | 1900   | 1939   | 1950   | 1961   | 1970   | 1987   | 1988   | 1991   |
| 人口（人） | 7,196  | 9,669  | 10,388 | 14,099 | 15,610 | 16,627 | 15,803 | 15,827 | 16,822 |
|            |        |        |        |        |        |        |        |        |        |
| 年         | 1995   | 2000   | 2005   | 2010   | 2015   | 2017   | 2020   | 2022   |        |
| 人口（人） | 17,630 | 18,264 | 18,678 | 18,215 | 18,547 | 18,699 | 19,314 | 19,814 |        |

## 行政

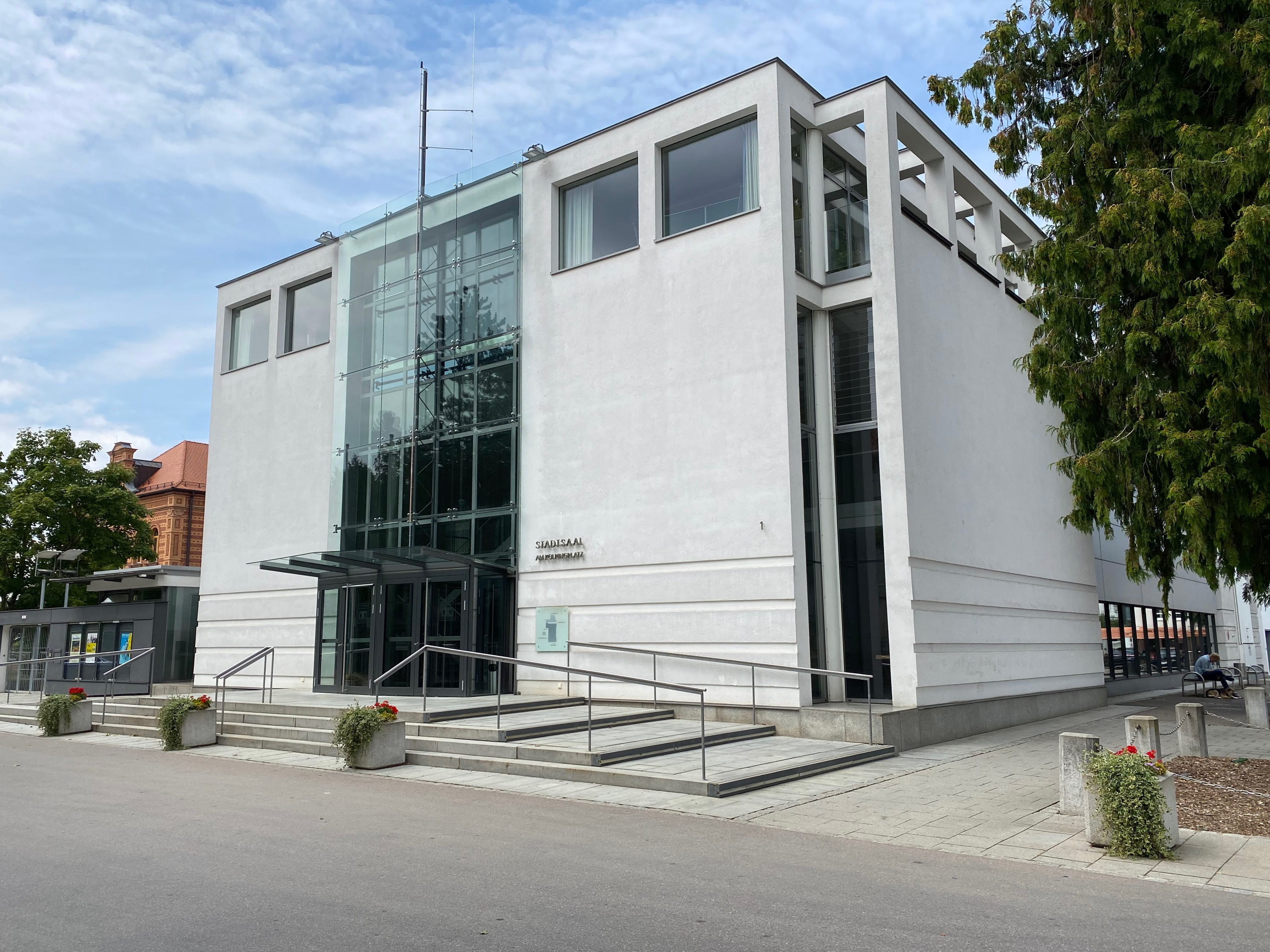
行政機関が入居するシュタットザール

### 首長
フランツ・クンツ (CSU) は、2008年5月からディリンゲン・アン・デア・ドナウの上級市長を務めている。クンツは2014年3月の選挙で 96.6 % の票を得て再選され、2020年3月15日の選挙でも 84.8 % の支持票を獲得してさらに6年の任期を得た。彼の前任者はハンス＝ユルゲン・ヴァイグルである。

### 議会
ディリンゲン・アン・デア・ドナウの市議会は24議席の議員と上級市長で構成される。

### 姉妹都市および援助協力関係
姉妹都市は以下の通り。
- ブラント＝エルビスドルフ（ドイツ語版、英語版）（ドイツ、ザクセン州）[15]
- ボンデーノ（イタリア、エミリア＝ロマーニャ州）[16]
- ナース（英語版）（アイルランド、キルデア県）[17]

援助協力関係
- ボヘミアの森に位置するホストウニ（チェコ語版、英語版）の街から追放されたドイツ人に対する援助協力関係を1988年に締結した[18]。
- エッカーンフェルデにあるドイツ海軍の 潜水艦訓練センターに対する援助協力関係を1998年に締結した[19]。
- 2007年にドイツ連邦軍第292指揮支援大隊（FüUstgBtl 292、2017年に第292技術情報大隊 (Informationstechnikbataillon 292) と改称）に対する援助協力関係を結んだ[20]。

### 紋章と旗
本市は旗と紋章を使用している。

#### 紋章
図柄: 青地に銀の斜め帯。上部に斜めに配置された金のユリ。下部に6つの突起がある金の星が2つ。
解説: ディリンゲン伯は1257年12月29日の文書で城とそれに付随する集落をアウクスブルク司教領に譲渡し、1802年の世俗化までその状態に置かれた。ディリンゲンは1264年に Stadt（都市）として記録されている。都市領主はアウクスブルク司教領主であった。1299年の印影が遺されており、その意匠は現在の紋章にも引き継がれている。後世の印章ではユリと星が逆になっているものも見られる。2輪のユリと星の替わりに1輪の花が描かれているもののたびたび現れる。斜め帯は1258年まで都市領主であったディリンゲン伯を表している。この貴族家は赤地に金の斜め帯で、帯の上下にそれぞれ2頭ずつの獅子が描かれた紋章を使用していた。1400年頃には、市の紋章が現在の形であった（ただし星の替わりにユリの花がもう1つ描かれていた）にもかかわらず、ラントゲリヒトの紋章はこの伯家の紋章を使っていた。ユリは裁判と司法を象徴している。星はアウクスブルク司教区に対する聖母マリアの守護を表している。

#### 旗
黄-白-青

## 文化と見どころ

### イベント
2007年にディリンゲン・バシリカコンサートが始まった。これ以後毎年3回様々なイベントを含むコンサートシリーズが聖ペーター教会で開催されている。
2年ごとの秋にディリンゲン文化の日が開催される。

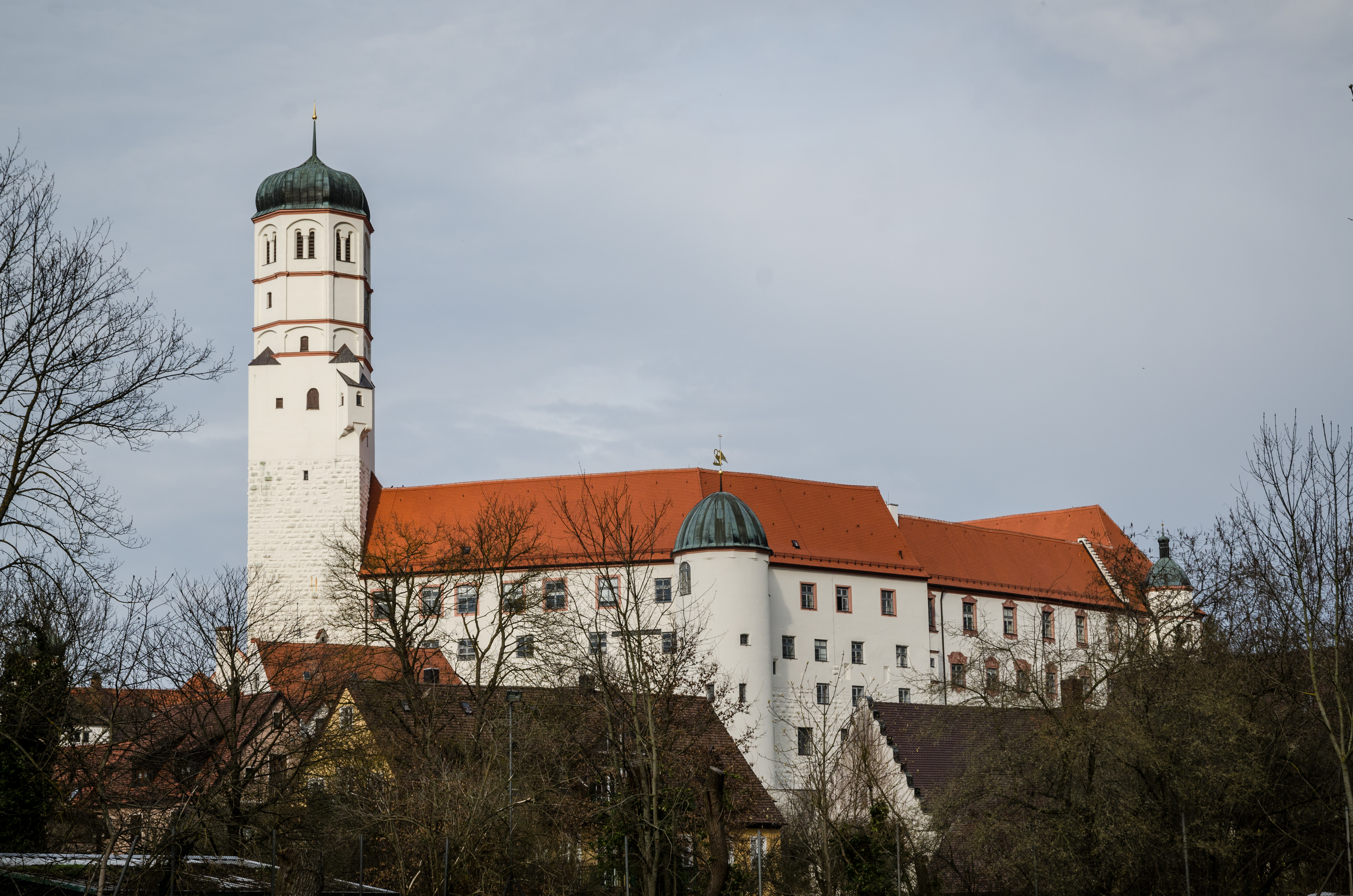
ディリンゲン城

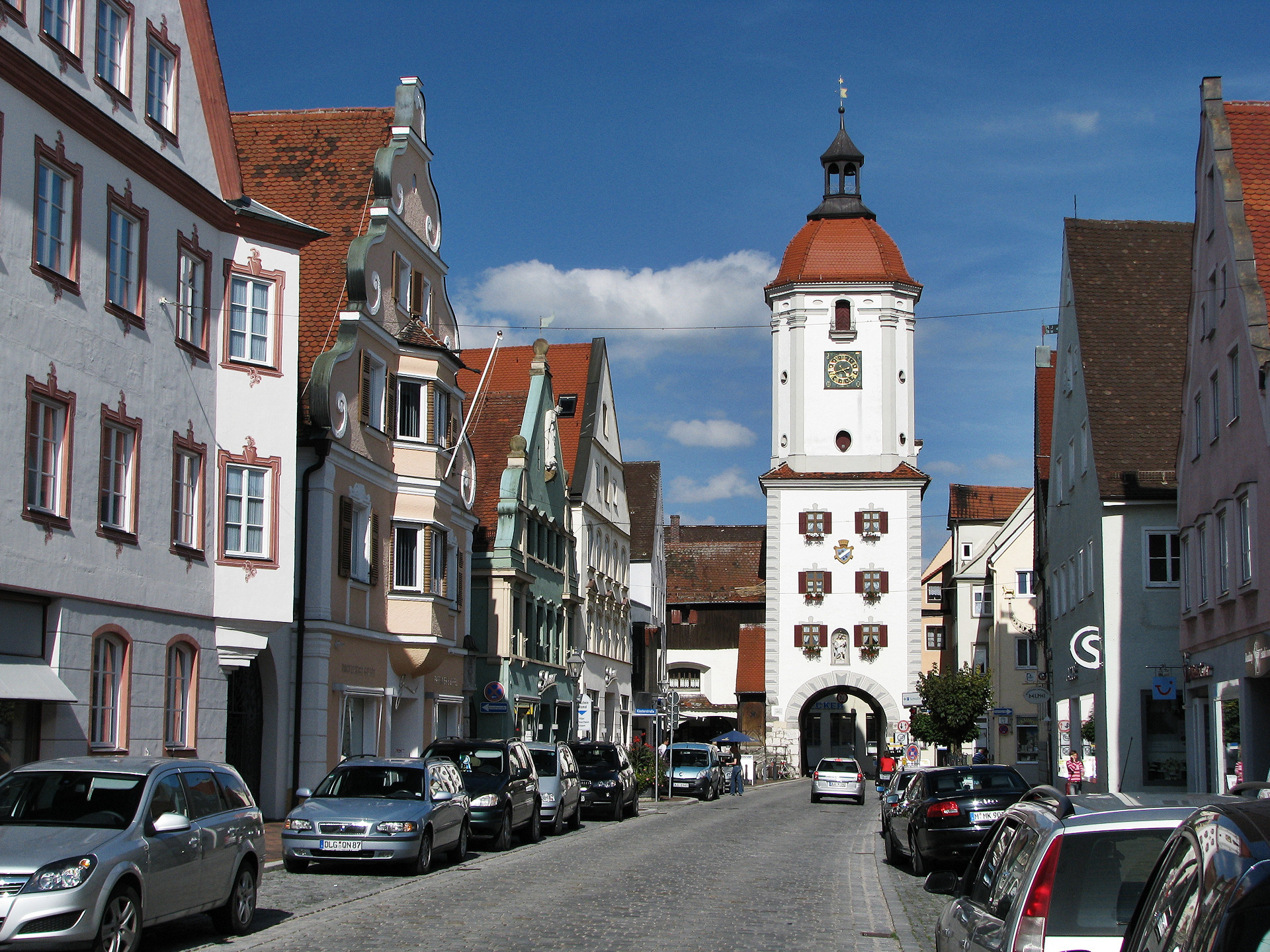
ディリンゲンのケーニヒ通り。正面はミッテルトーアトゥルム

### 文化財
- バシリカ聖ペーター教会。1619年に建設が開始された三廊式ハレンキルヘで、13世紀および15世紀に建設された先行する教会の基礎の上に建設された。この教会堂は1979年に教皇のバシリカ・マイナー（ドイツ語版、英語版）に昇格した。
- 旧イエズス会大学内の教員養成および人事管理アカデミー。黄金のホールと歴史的な図書館ホールを有する。
- 学生教会マリア被昇天教会。ロココ様式の調度を持つルネサンス建築。この教会は、かつての大学の一部で、アウクスブルク司教の聖職者の聖域であった。
- ディリンゲン・フランシスコ修道院のマリア被昇天修道院教会。ロココ初期、ヴェソブルナー化粧漆喰（ドイツ語版、英語版）の至宝である。
- 城館。かつてのアウクスブルク司教領主の宮殿で、最も古い部分はシュタウフェン時代に建設された。様々な建築様式のアンサンブルであり、大規模な修復がなされた。
- 聖霊施療教会。後期ゴシック建築。17世紀末にバロック化され、ヴェソブルナー様式の化粧漆喰が施された。
- ルートヴィヒ兵舎の市立ギャラリー。シュッツェン通り1e[22]。
- ケーニヒ通り。ミッテルトーアトゥルム（直訳: 中央楼門）、市庁舎（2017年7月26日に天井火災が起こった）がある中心街で、市および司教領博物館やオーベーレ薬局を含む歴史的街並みがよく保存されている。
- シュレッツハイム地区のネオロマネスク様式の教区教会マリア・ローゼンクランツケーニギン教会。

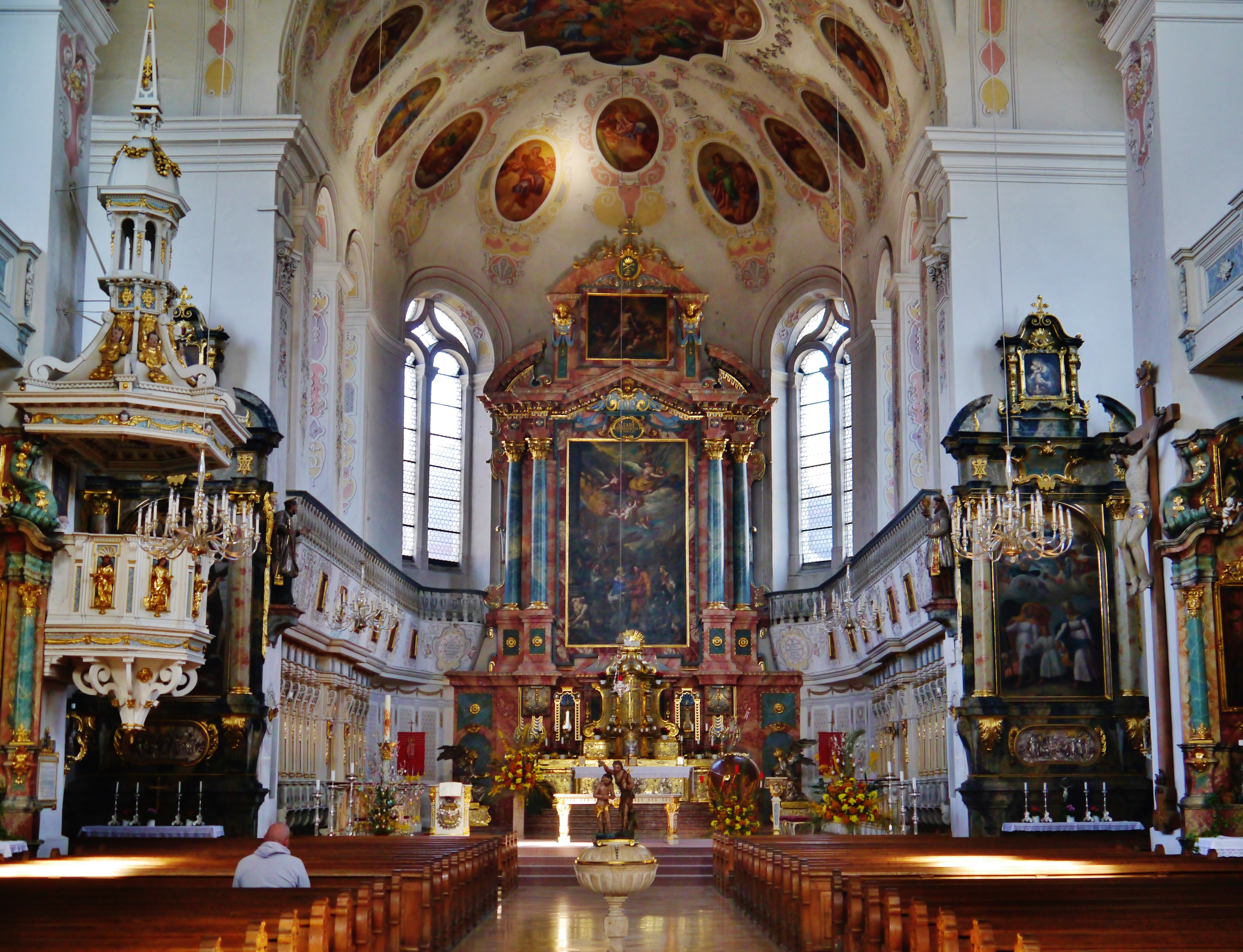
聖ペーター教会内陣
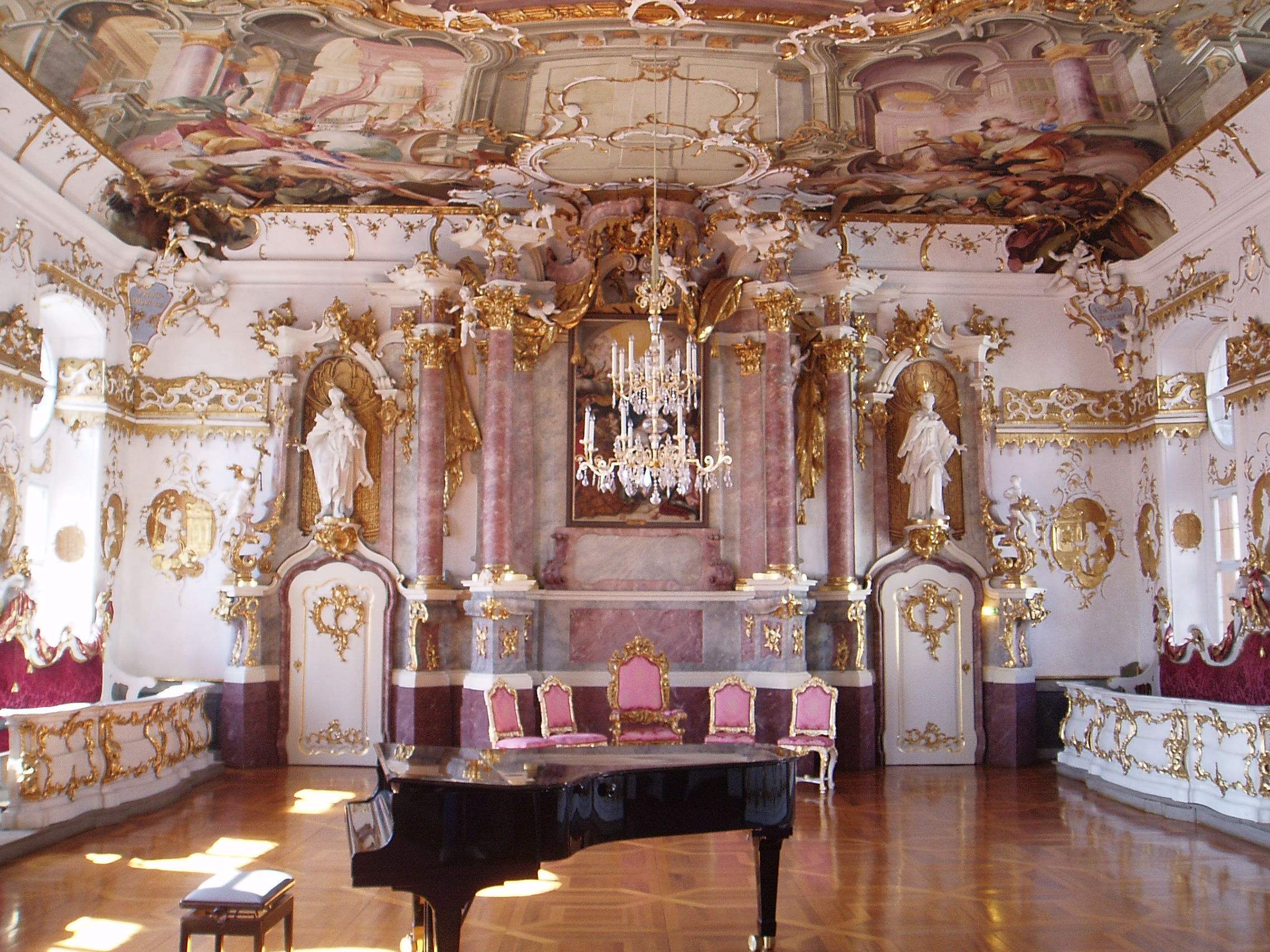
旧イエズス会大学内の教員養成および人事管理アカデミー黄金のホール
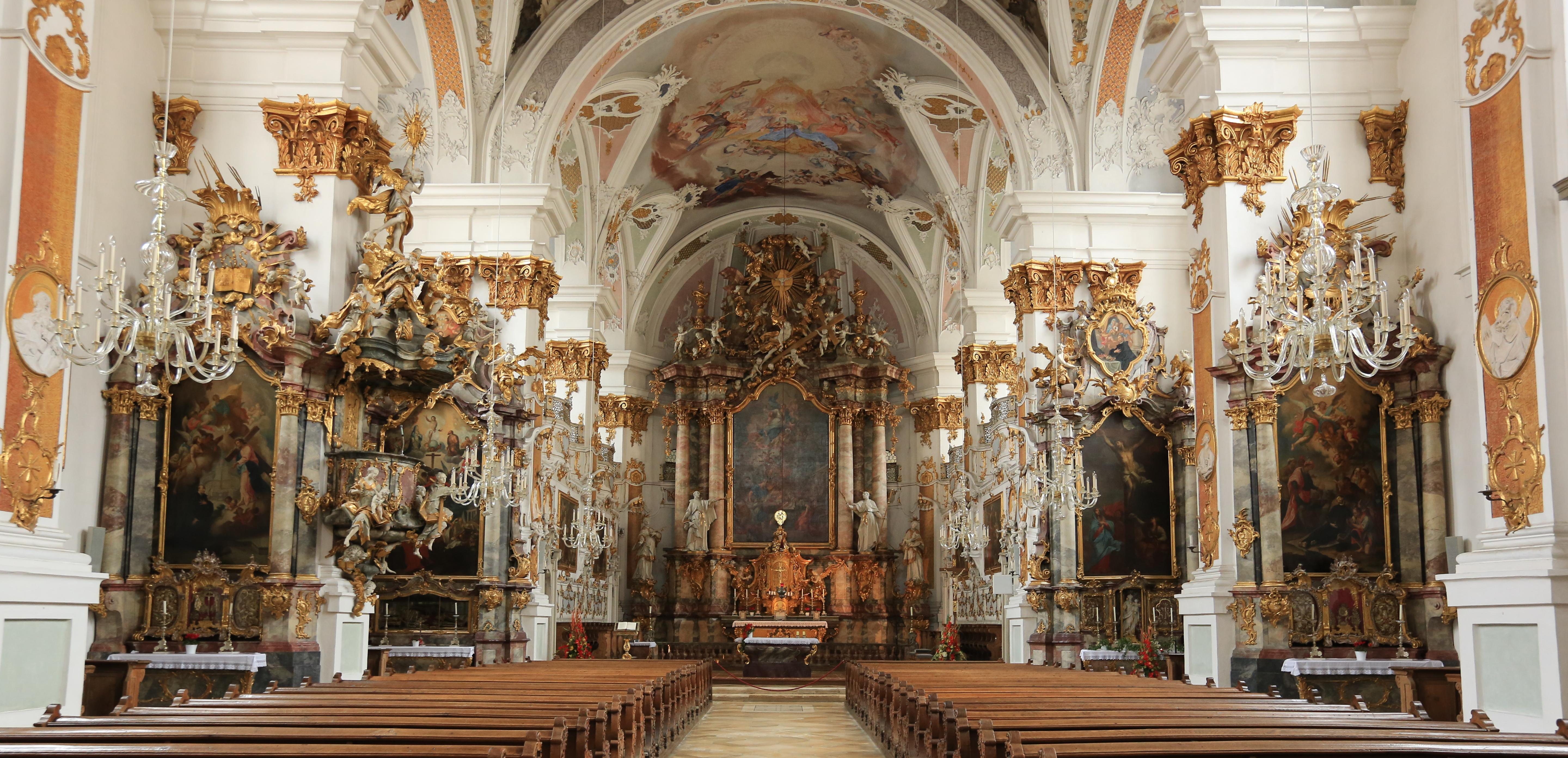
学生教会マリア被昇天教会の内部
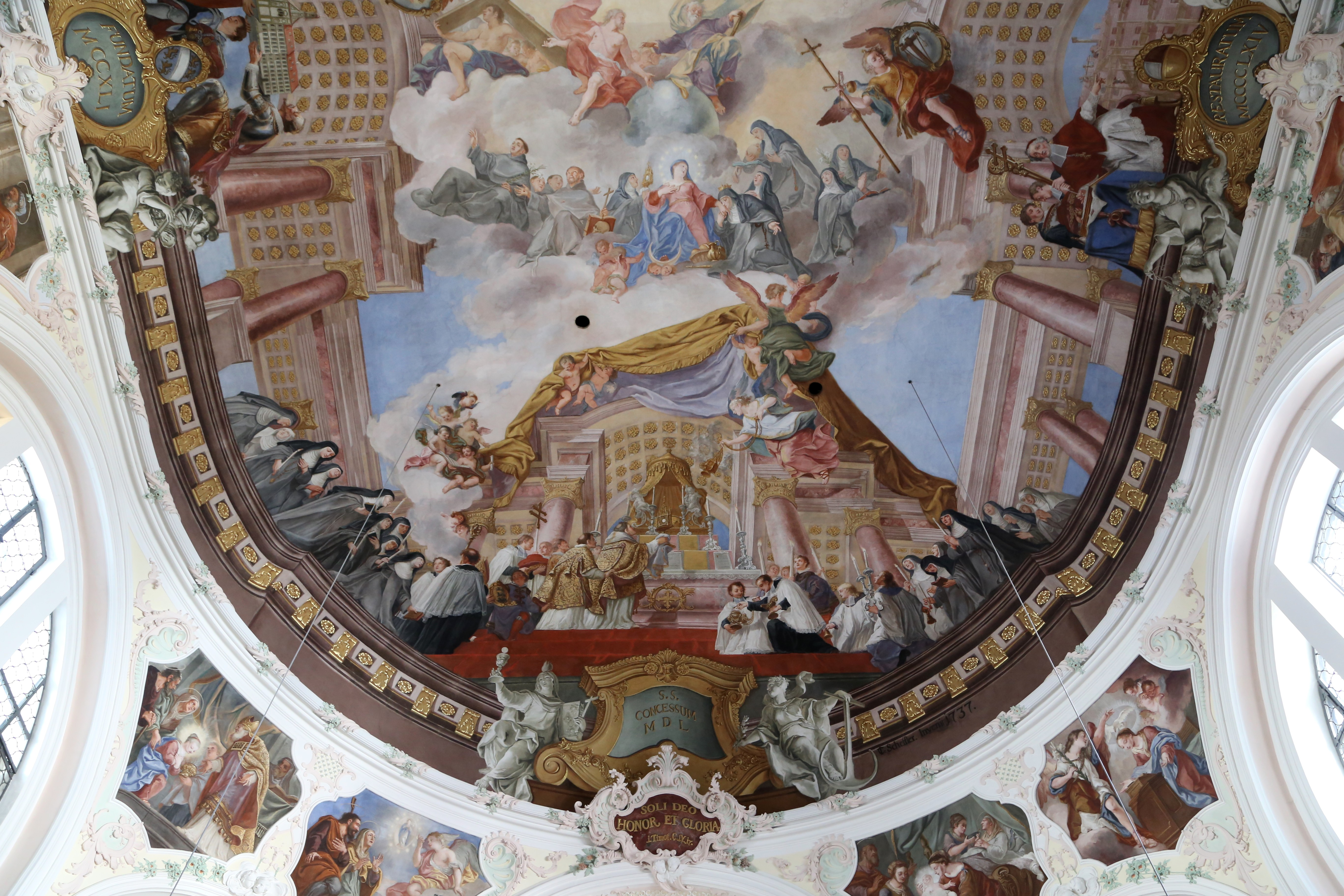
マリア被昇天修道院教会の天井のフレスコ
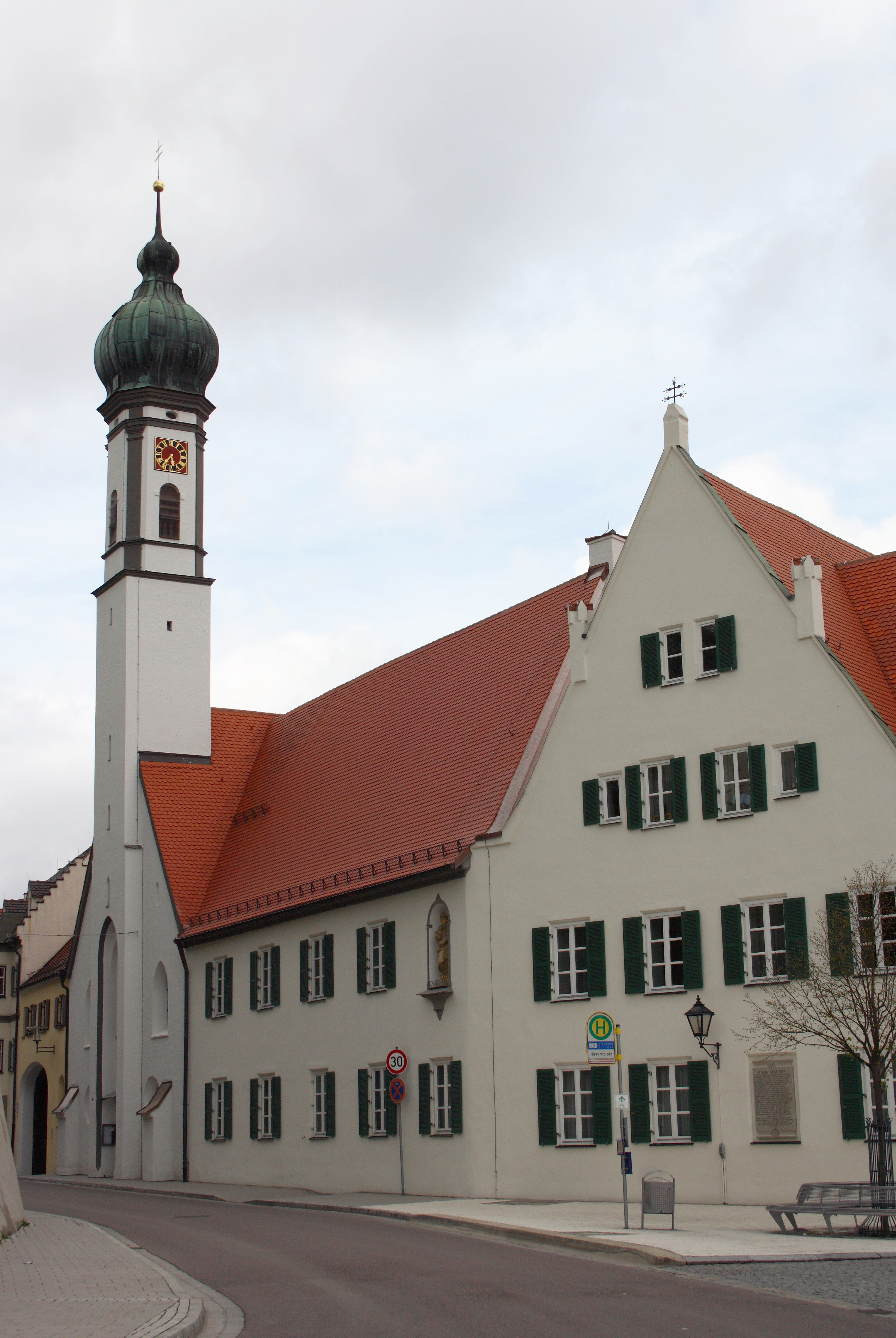
聖霊施療教会
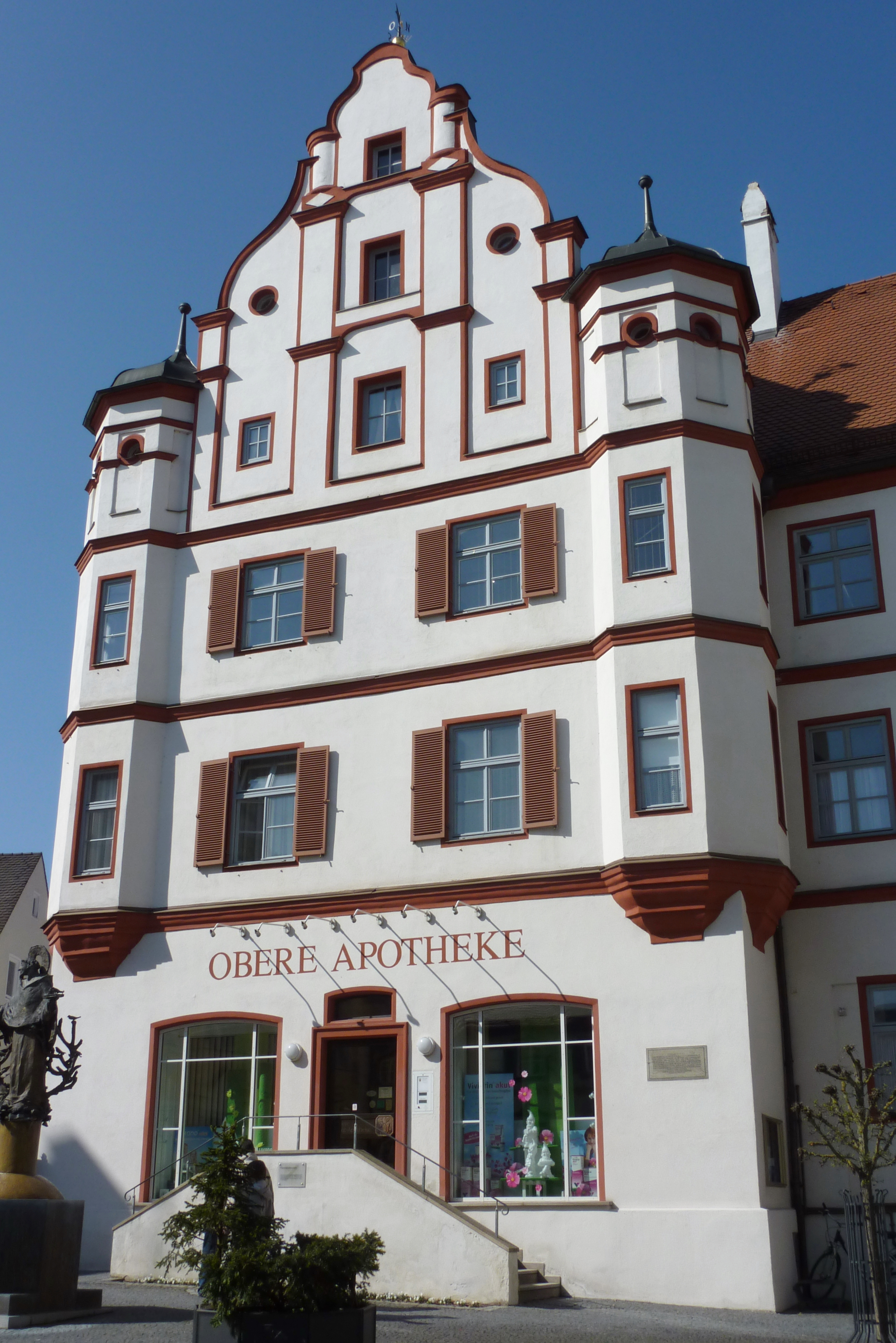
ケーニヒ通りのオーベーレ薬局
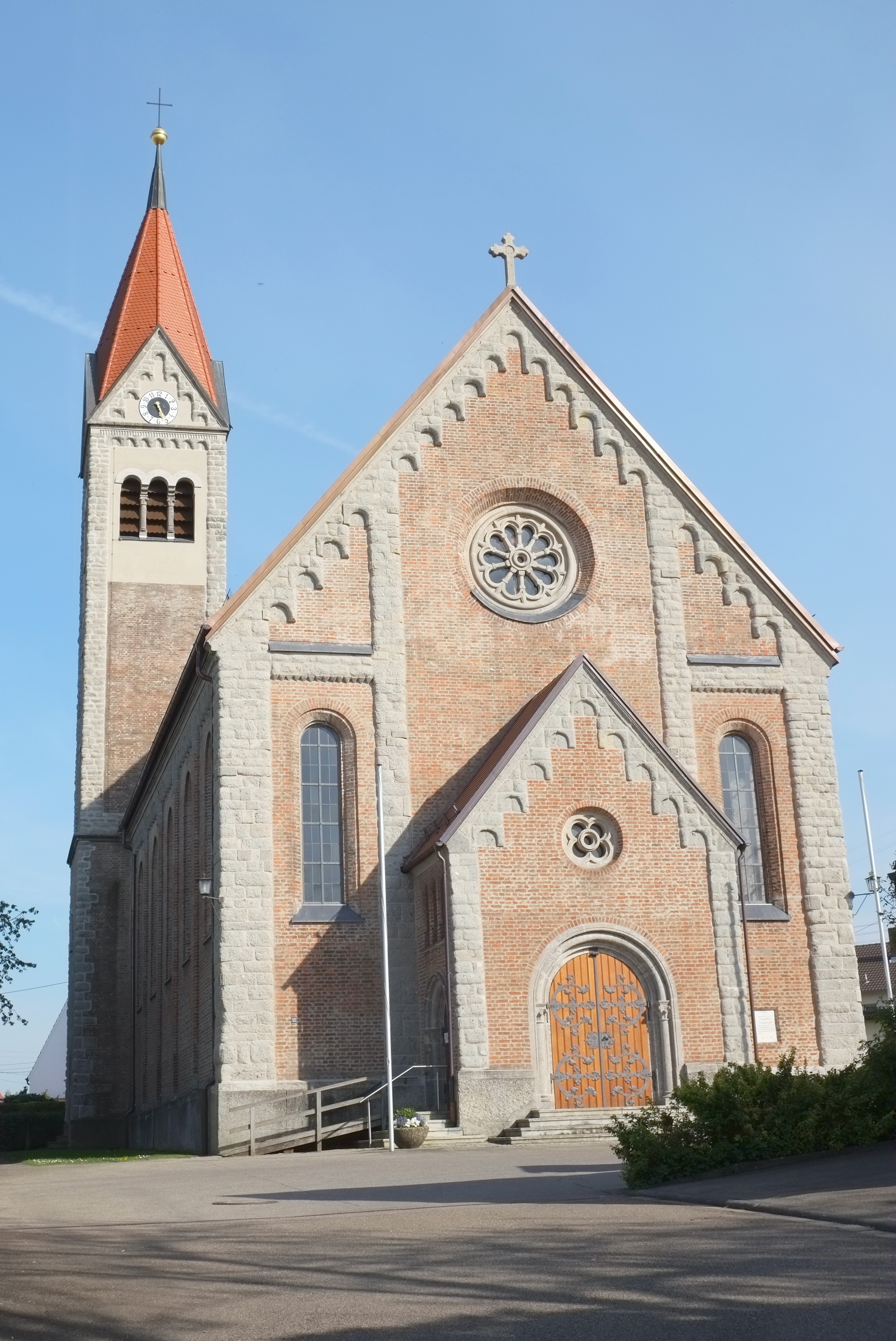
シュレッツハイム地区のマリア・ローゼンクランツケーニギン教会

### スポーツ
ドナウ川の近くに、2007年に完全に改築されたドナウシュターディオンがある。

## 経済と社会資本

### 企業
商工業は、特に第二次世界大戦後に進出してきた。

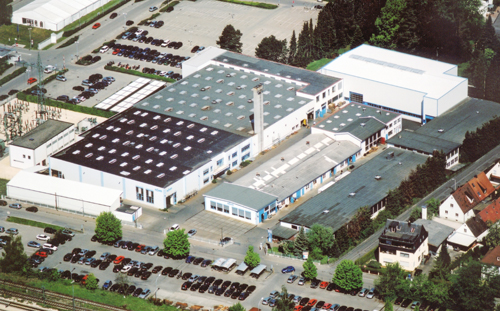
レーム GmbH ディリンゲン工場

主な地元企業を列記する。
- BSHハウスゲレーテ（ドイツ語版、英語版） ディリンゲン工場
- ドイツ＝ファール（ドイツ語版、英語版）（農業用車両製造）、本社はラウインゲン (ドナウ)
- レーム GmbH（機械製造）、本社はゾントハイム・アン・デア・ブレンツ
- ザントナー・オルガン製造
- ヴェッツェル（オブラート、ワッフル、チョコレート菓子製造）

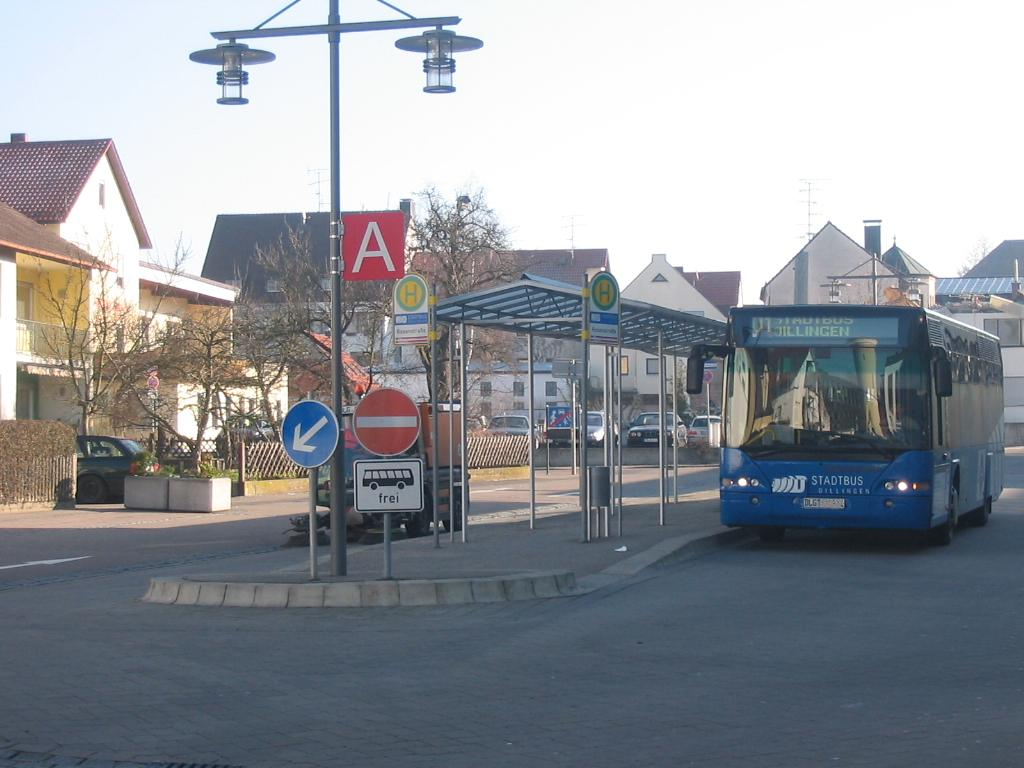
ディリンゲン・アン・デア・ドナウの市バス

- ディーゼル（ギターアンプ製造）

### 交通

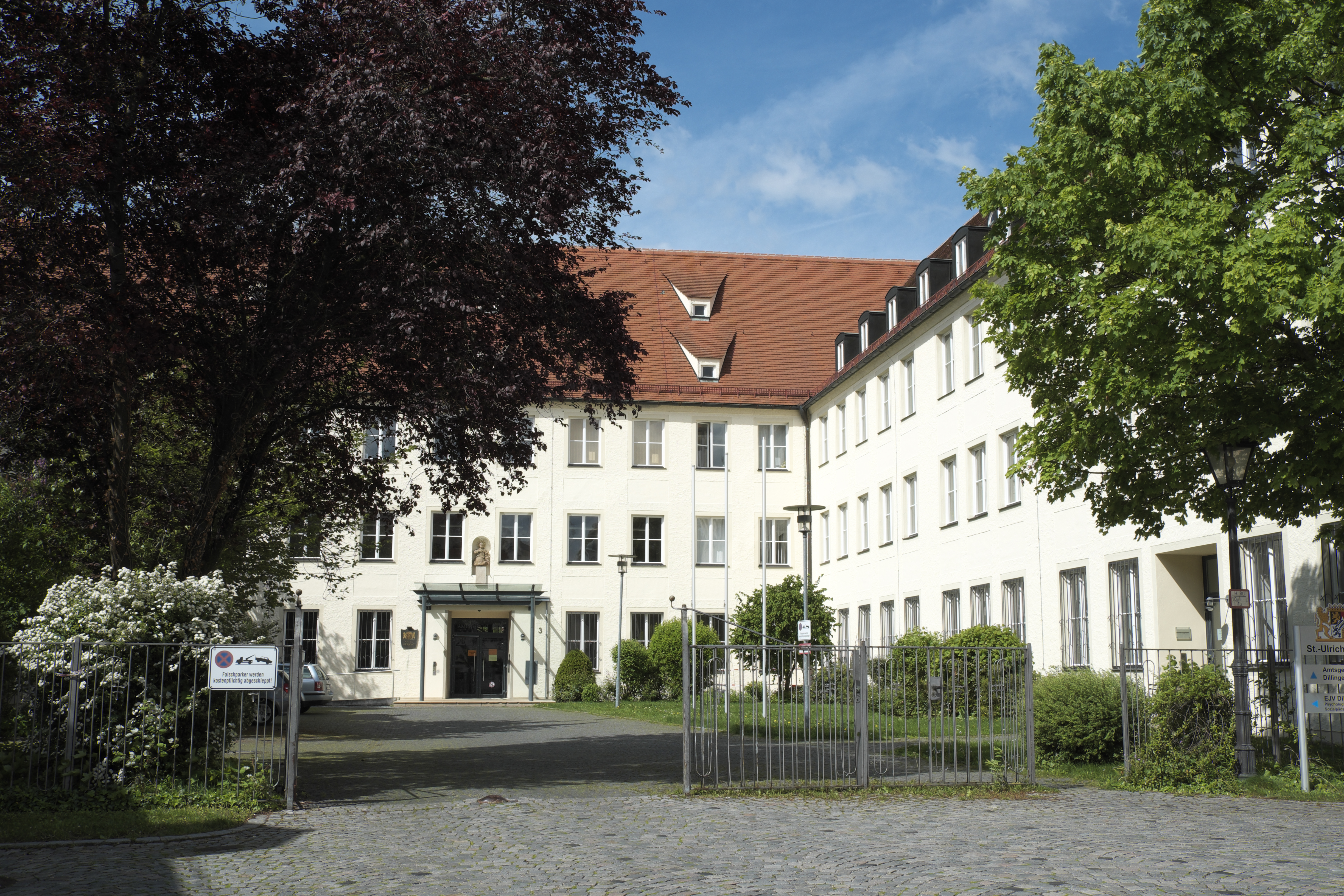
ディリンゲン区裁判所

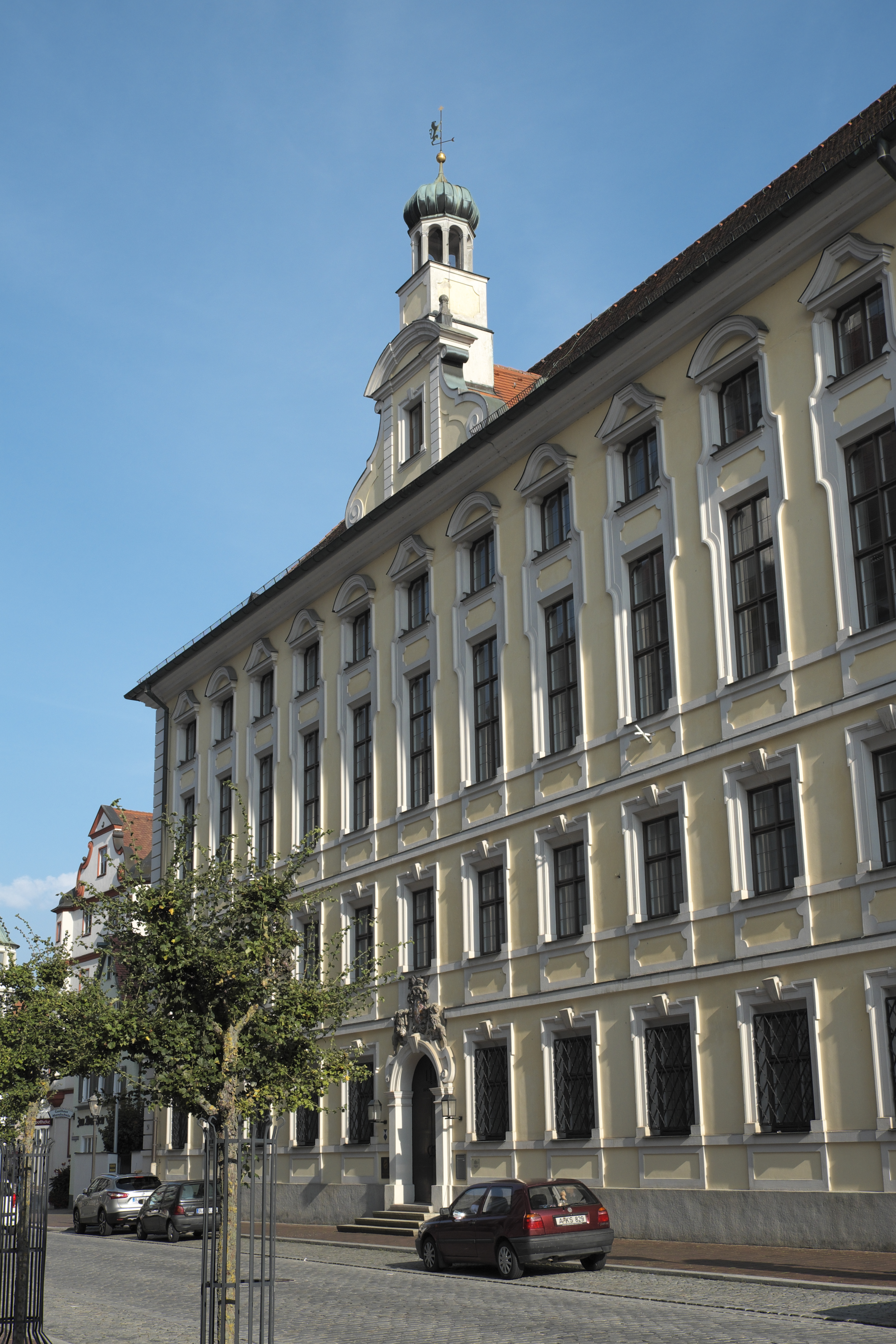
研究図書館

ドナウタール鉄道とも呼ばれる鉄道レーゲンスブルク - ノイオフィンゲン（- ウルム）線がこの街を通っている。そのドナウヴェルトとギュンツブルクとの区間を運行するレギオナルバーンがディリンゲンで利用可能である。1972年までここは、ディリンゲンとアーレンとを結ぶ狭軌鉄道 (1000 mm) ヘルツフェルト鉄道の南の終点であった。
公共旅客交通は、中核市区とハウゼン、ドナウアルトハイム、シュレッツハイム地区を結ぶ2系統の市バス路線が担っている。
自動車は、連邦道16号線を経由してディリンゲンにアクセスできる。最寄りのアウトバーンのインターチェンジは、ギンゲン・アン・デア・ブレンツ（A7号線）およびギュンツブルク（A8号線）にあり、いずれも約 25 km の距離にある。最寄りの空港はメンミンゲン（約 80 km）、ミュンヘン、シュトゥットガルト（ともに約 130 km）にある。
また、ドナウ自転車道がこの街を通っている。

### 公共機関
- 児童教育施設（幼稚園）8園
- 研究図書館（大学図書館、旧司教領主図書館の蔵書を含む）
- 市立図書館
- 区裁判所

### 医療・健康
聖エリーザベト郡立病院があり、効率よく医療を受けることができる。運営母体はディリンゲン＝ヴェルトリンゲン郡立病院 gGmbH である。
また、多重障害者や聴覚障害者のケアとサポートを行う団体、レーゲンス＝ヴァーグナー協会がある。この他にエキュメニカル社会福祉ステーションや聖霊財団の老人介護ホームが存在する。

### 教育機関
- ヨーゼフ＝アントン＝ラウヒャー基礎課程学校
- アンゲリーナ＝エッガー＝フォルクスシューレ
- ヨーゼフ＝アントン＝シュネラー中等学校
- ヨハン＝ミヒャエル＝ザイラー＝ギムナジウム
- 聖ボナヴェントゥーラ専門高等学校（2018年創設）
- 聖ボナヴェントゥーラ実科学校
- 聖ボナヴェントゥーラ・ギムナジウム
- テレージア＝ハスルマイヤー＝シューレ、私立特別教育養護学校
- IHK-アカデミー・シュヴァーベン
- ディリンゲン市民大学
- 教員養成および人事管理アカデミー
- FD 教育アカデミー（言語学アカデミー）
- バイエルン経済職業発展教育センター (bfz)
- アウクスブルク司教区学校組織のディリンゲン特別教育専門アカデミー
- フッガー侯および伯の家庭および財団文書館

### 軍事
市の東郊外にあるルイトポルト兵舎には、第292情報技術大隊（旧第292指揮支援大隊、さらに以前は第210および第230通信大隊）が駐屯している。2008年までは第200空挺通信中隊の一部とエルヴァンゲン連邦軍サービスセンターの一部も駐屯していた。

## 人物

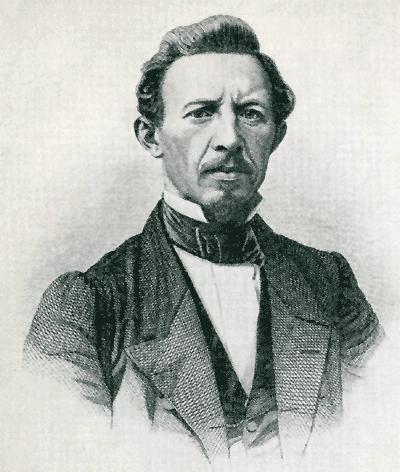
ヴィルヘルム・バウアー

### 出身者
- アダルベーロ・フォン・アウクスブルク（生年不詳 - 909年）アウクスブルク司教（在位: 887年 - 909年）。
- ハインリヒ・フォークトヘル（ドイツ語版、英語版）（1490年 - 1556年）画家、彫刻家、版画家、出版者。
- ヴァルプルガ・ハウスメニン（ドイツ語版、英語版）（1510年から1527年 - 1587年）魔女狩りの犠牲者。
- ハインリヒ・ロート（ドイツ語版、英語版）（1620年 - 1688年）イエズス会宣教師。近代インド学の祖。
- クレメンス・フォン・ラグロヴィヒ（1766年 - 1836年）ナポレオン戦争におけるバイエルン軍指揮官。
- ヴィルヘルム・バウアー（1833年 - 1875年）潜水艦の発明者。
- マックス・ヨーゼフ・エルテル（1835年 - 1897年）耳鼻咽喉科学者。
- フーゴー・フォン・ハーベルマン（1849年 - 1929年）画家。
- フリードリヒ・リッテルマイヤー（ドイツ語版、英語版）（1872年 - 1938年）福音主義神学者、キリスト者共同体の創始者の1人。
- ゼバスティアン・エングラート（ドイツ語版、英語版）（1888年 - 1969年）宣教師、言語学者。
- インゲボルク・ガイゼンデルファー（1907年 - 2006年）政治家。
- ハネス・メセマー（ドイツ語版、英語版）（1924年 - 1991年）俳優。
- ゲルハルト・ツィンマー（1949年 - ）古典考古学者。
- ズーザンネ・ヴィースト（ドイツ語版、英語版）（1967年 - ）ベーシックインカムの活動家。

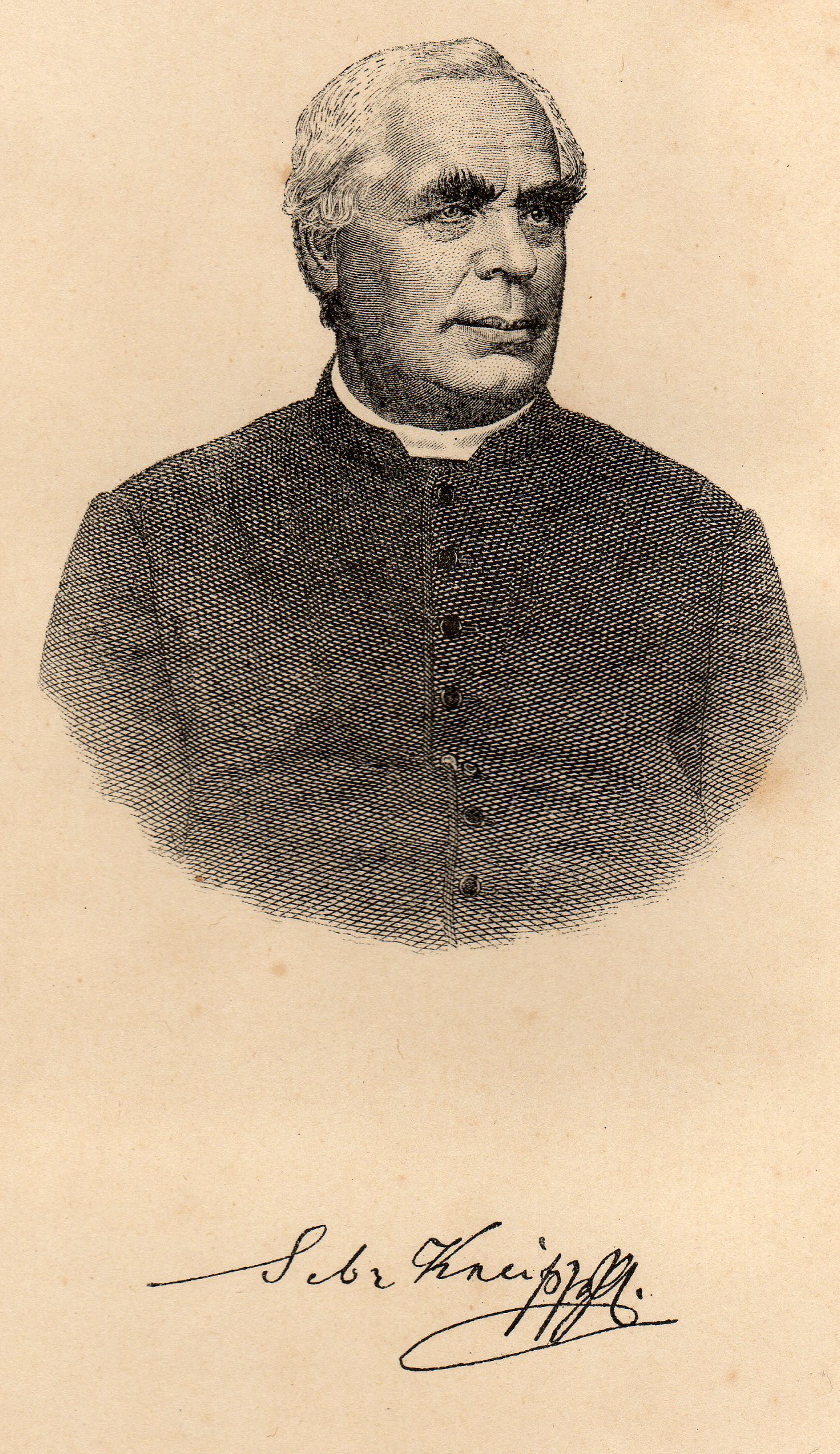
ゼバスティアン・クナイプ

### ゆかりの人物
- クリストフ・シャイナー（1573年 - 1650年）天文学者、イエズス会士、著述家。ディリンゲンに住んだ。
- アルベルト・クルツ（ドイツ語版、英語版）（1600年 - 1671年）イエズス会士、著述家、天文学者。ディリンゲンで数学の教師を務めた（1626年 - 1629年）。
- マティアス・クロスターマイヤー（ドイツ語版、英語版）（1736年 - 1771年）盗賊団のリーダー。ディリンゲンで裁判を受け、処刑された。
- ヨハン・ミヒャエル・ザイラー（ドイツ語版、英語版）（1751年 - 1832年）カトリック神学者。レーゲンスブルク司教（1829年から）。ディリンゲン大学で神学の教師を務めた。
- クリストフ・フォン・シュミット（ドイツ語版、英語版）（1768年 - 1854年）カトリック神学者、児童書作家。ディリンゲン大学で教師を務めた。
- ゼバスティアン・クナイプ（1821年 - 1897年）司祭。自然療法医学の先駆者。1848年からディリンゲンで神学の学校を開設した。
- ゲオルク・グラーフ（ドイツ語版、英語版）（1875年 - 1955年）東洋学者。ディリンゲンで亡くなった。
- ハインツ・ピオンテーク（ドイツ語版、英語版）（1925年 - 2009年）作家。1955年から1961年までディリンゲンに住んだ。
- キラーピルツェ（ドイツ語版、英語版） バンド。2002年にディリンゲンで結成された。

## 関連図書
- Rainer Wendorff, ed (2018). Landkreis Dillingen a.d. Donau – ganz persönlich. Coesfeld: NeomediaVerlag. ISBN 978-3-931334-80-2
- Franz Dionys Reithofer (1821). Chronologische Geschichte der baierischen Städte Dillingen, Lauingen und Rain; sammt Materialien zur Geschichte der ehemaligen Universität Dillingen, und Notizen von merkwürdigen gebürtigen Lauingern aus noch unbenützten handschriftlichen Quellen. Dillingen
- Wolfgang Wüst (1999). “Hochstift Augsburg, Stadt Dillingen und Universität: topographische, rechtliche, wirtschaftliche und soziale Verflechtungen”. In Rolf Kießling. Die Universität Dillingen und ihre Nachfolger. Stationen und Aspekte einer Hochschule in Schwaben. Festschrift zum 450 jährigen Gründungsjubiläum. Jahrbuch des Historischen Vereins Dillingen an der Donau, 101. Dillingen/Donau. pp. 407–448. ISBN 978-3-00-005143-2
- Wolfgang Wüst (2001). Geistlicher Staat und Altes Reich: Frühneuzeitliche Herrschaftsformen, Administration und Hofhaltung im Augsburger Fürstbistum. Studien zur Bayerischen Verfassungs- und Sozialgeschichte, XIX/1 und XIX/2. München. pp. 511–528. ISBN 978-3-7696-9709-4
- Regina Hindelang (2023). Dillingen an der Donau. Der Altlandkreis. Historischer Atlas von Bayern, Schwaben – Reihe I. München. ISBN 978-3-7696-6564-2